# Jean Richer
Jean Richer (* 1630; † 1696 in Paris) war ein französischer Astronom. Er war ein Mitarbeiter des Astronomen Cassini I.
Im Auftrag der französischen Regierung unternahm er von 1671 bis 1673 eine Reise nach Cayenne, um den Mars während seines Perigäums zu bestimmen. Ein Vergleich mit Beobachtungen an anderen Orten ermöglichte es, anhand der Parallaxe die Entfernung Sonne-Mars zu bestimmen.
Richer bestimmte genau die Längen von einem Gradbogen eines Meridians und enthüllte dadurch, dass die Erde an den Polen abgeplattet ist. Er stellte auch fest, dass ein Sekundenpendel in Cayenne in Äquatornähe kürzer sein musste als in Paris, weil Cayenne weiter vom Erdmittelpunkte entfernt war. Damit waren Hypothesen von Isaac Newton und Christiaan Huygens bestätigt. 1683 bestätigte Philippe de La Hire durch eine weitere Expedition diesen Sachverhalt.
Seit 1679 war er Vollmitglied der Académie des sciences.

## Schriften
- Jean Richer: Observations astronomiques et physiques faites en l'isle de Caïenne. In: Académie Royale des Sciences (Hrsg.): Mémoires de l'Académie Royale des Sciences depuis 1666 jusqu'à 1699. Band 7. Compagnie des Librairies, Paris 1729, S. 231 (Digitalisat auf Gallica).